# Länsskolnämnd
Länsskolnämnd fanns i Sverige åren 1958-1991. Länsskolnämnderna var myndigheter som fördelade de statliga medlen för löner till skolledare och lärare, samt skötte för länet övergripande fortbildning och kvalitetskontroll. Varje skola var tvungen redovisa elevantal, timantal med mera till länsskolnämnden för att tilldelas de medel den var berättigad till. I och med kommunaliseringen 1990 ändrades kommunernas bidrag för skolverksamhet till en schablon, baserad på antalet invånare mellan 6 och 20 år för ungdomsskolan, och antalet invånare mellan 20 och 65 år för komvux.